# مای-بریت نیلسون
مای-بریت نیلسون (انگلیسی: Maj-Britt Nilsson؛ ۱۱ دسامبر ۱۹۲۴ – ۱۹ دسامبر ۲۰۰۶) یک هنرپیشه اهل سوئد بود. 
از فیلم‌ها یا برنامه‌های تلویزیونی که وی در آن نقش داشته است می‌توان به رازهای زنان و به شادی اشاره کرد.